# Едуард фон Бьом-Ермоли
Едуард Фрайхер фон Бьом-Ермоли (на немски: Eduard von Böhm-Ermolli; * 12 февруари 1856, Анкона, Папска държава; † 9 декември 1941, Опава, Судетска област) е австрийски офицер, служил по време на цялата Първа световна война.

## Живот

### Ранен живот и постъпване в армията
Едуард Бьом е роден на 12 февруари 1856 г. в италианския град Анкона, област Марке, където баща му служи в малко представително формирование от австро-унгарската армия. Баща му Георг Бьом (1813 – 1893 г.) като сержант печели офицерски ранг за храброст, проявена в битката при Новара през 1849 г. и достига чин майор преди да се пенсионира през 1877 г. Също така получава наследствена благородническа титла през септември 1885 г. През юни 1885 г. получава разрешение да добави моминското име на жена си (Мария Жосефа Ермоли) към фамилното си име. Оттам идва и фамилното име фон Бьом-Ермоли.
Бьом-Ермоли учи в кадетската академия в Санкт Пьолтен и военната академия във Винер Нойщат. На 1 септември 1875 г. постъпва на служба като лейтенант към драгуните. Заеми различни полеви и щабни постове и постепенно се издига в йерархията. На 1 май 1912 г. е повишен в генерал от кавалерията и е назначен за командващ на 1-ви армейски корпус (Австрийски) в Краков.

### Първата световна война (1914 – 1918)
В началото на Първата световна война Бьом-Ермоли получава командването на австрийската 2-ра армия, която води действия на сръбския фронт. След мобилизацията на Руската империя, 2-ра армия е отклонена към Руския фронт, където подкрепя съюзническите армии на Германия.
През май 1916 г. е повишен до генералоберст, а през януари 1918 г. до фелдмаршал. През март 1918 г. войските под негово командване окупират Украйна. В края на войната групата армии, които командва, са разпуснати в Одеса.

### Следвоенни години
След това се установява в родния си град Тропау в австрийска Силезия, която е анексирана от Чехословакия през 1919 г. Правителството на Чехословакия му плаща пенсия и го удостоява със званието генерал I ранг от резерва. През 1928 г. става армейски генерал на Чехословакия, въпреки че никога не е служил в нейната армия.
Когато Судетска област е анексирана от Третия райх през 1938 г. той става германски гражданин и получава почетното звание фелдмаршал от германската армия. В допълнение е на назначен за почетен главнокомандващ полковник на 28-и пехотен полк в родния му град Тропау. Когато умира през декември 1941 г., му е оказано държавно погребение с пълни военни почести във Виена.

## Цитирана литература